# Acamptopoeum columbiense
Acamptopoeum columbiense is een vliesvleugelig insect uit de familie Andrenidae. De wetenschappelijke naam van de soort is voor het eerst geldig gepubliceerd in 1965 door Shinn.